# Diplocheilichthys pleurotaenia
Diplocheilichthys pleurotaenia är en fiskart som först beskrevs av Bleeker, 1855.  Diplocheilichthys pleurotaenia ingår i släktet Diplocheilichthys och familjen karpfiskar. Inga underarter finns listade i Catalogue of Life.